# 以馬內利非裔衛理公會教堂
以馬內利非裔衛理公會教堂（英語：Emanuel African Methodist Episcopal Church）位於美國南卡羅萊納州查爾斯頓，始建於1816年。是美國非裔衛理公會在美國南部最古老的教堂。堂內信眾團體也是巴爾的摩以南最古老的。
2015年6月17日，教堂遭受槍擊。九人死亡，其中一人是州參議員克萊門塔·平克尼牧師。